# Rambi-Mossi
Ne doit pas être confondu avec Rambi-Peulh.
Rambi-Mossi est une localité située dans le département de Oula de la province du Yatenga dans la région Nord au Burkina Faso.

## Santé et éducation
Le centre de soins le plus proche de Rambi-Mossi est le centre de santé et de promotion sociale (CSPS) de Oula tandis que le centre hospitalier régional (CHR) se trouve à Ouahigouya.